# Stocznia Gdynia 8276
Vom Containerschiffstyp 8276 (andere Schreibung auch B8276) der Werft Stocznia Gdynia wurden Mitte der 2000er Jahre zwei Einheiten gebaut. Der Entwurf wurde in der Jahresschrift Significant Ships of 2006 vorgestellt.

## Einzelheiten

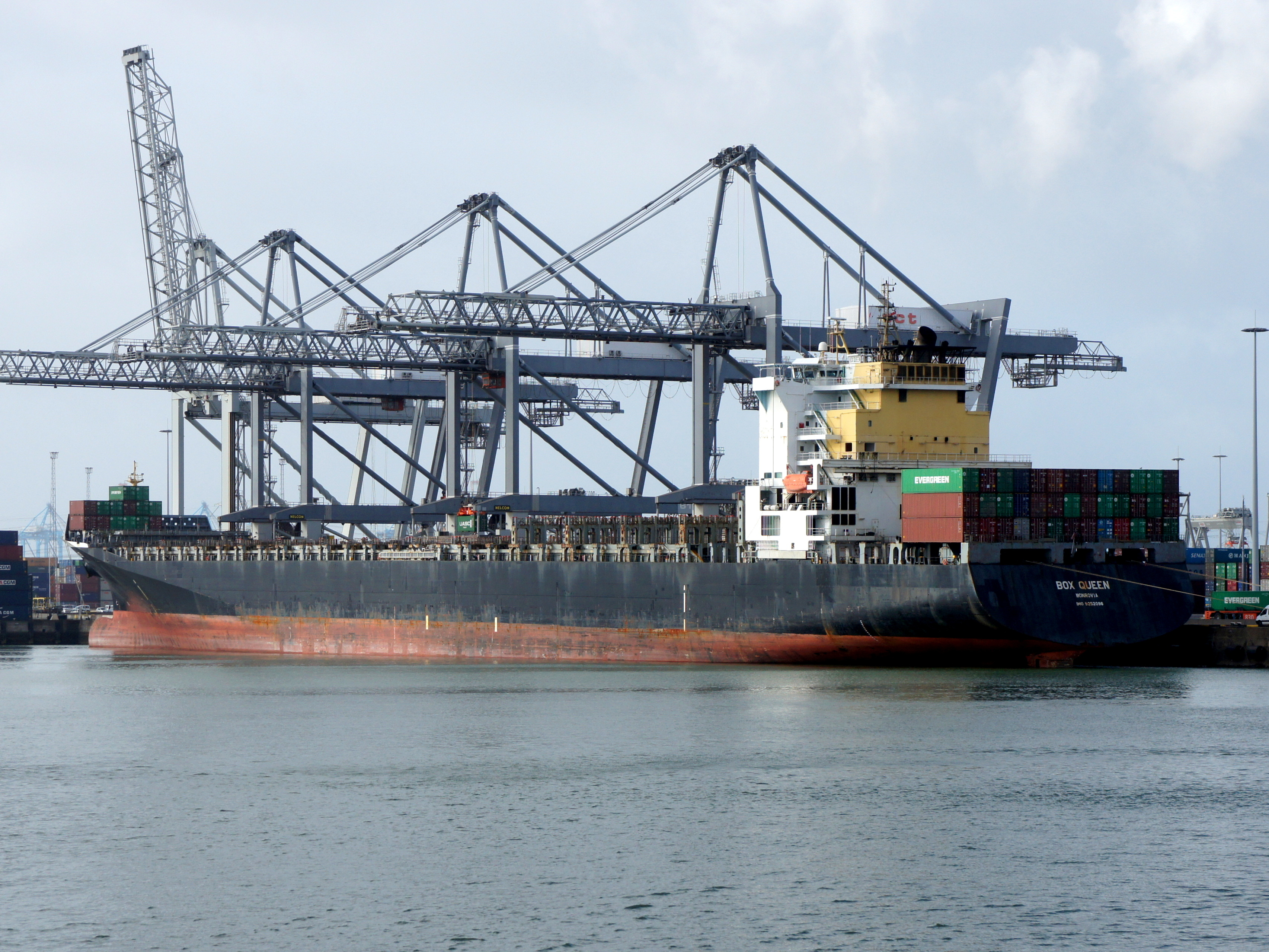
Heckansicht des Typs Gdynia 8276

Die beiden Schiffe der Baureihe 8276 wurden Mitte der 2000er Jahre für die Kollmarer Reederei Wulff gebaut. Sie sind als Panamax-Vollcontainerschiffe mit weit nach achtern versetztem Deckshaus ausgelegt. Die Containerkapazität beträgt 4546 TEU, bei einem durchschnittlichen Containergewicht von vierzehn Tonnen verringert sich die Kapazität auf 3150 TEU. Es können 500 Kühlcontainer angeschlossen werden. Die Schiffe besitzen mit Pontonlukendeckeln verschlossene Laderäume und verfügen über kein eigenes Ladegeschirr.
Der Antrieb der Schiffe besteht aus einem MAN-B&W-Zweitakt-Dieselmotor mit rund 40.700 kW Leistung. Der Motor wirkt direkt auf einen Festpropeller und ermöglicht eine Geschwindigkeit von knapp 25 Knoten. Weiterhin stehen jeweils zwei Hilfsdiesel der MAN-B&W-Typen 9L28/32H und 8L28/32H sowie ein Notdiesel-Generator zur Verfügung. Die An- und Ablegemanöver werden durch ein Bugstrahlruder unterstützt.
Das zweite der beiden Schiffe wurde aufgrund der Schifffahrtskrise und der Eröffnung des erweiterten Panamakanals nach nur zehn Betriebsjahren zum Abbruch veräußert. Es war das jüngste jemals verschrottete Containerschiff.

## Die Schiffe
| Schiffe des Typs 8276 | Schiffe des Typs 8276 | Schiffe des Typs 8276 | Schiffe des Typs 8276 | Schiffe des Typs 8276 |
| Bauname               | Baunummer             | IMO-Nummer            | Ablieferung           | Spätere Namen und Verbleib |
| --------------------- | --------------------- | --------------------- | --------------------- | --- |
| Charlotte Wulff       | 8276/1                | 9252096               | Mai 2006              | 2006 P&O Nedlloyd Bangkok, 2006 Maersk Diadema, 2008 MSC Siena, 2012 Maersk Diadema, 2014 Box Queen 1, Bangsa, 2016 Abbruch in Alang.                            |
| Viktoria Wulff        | 8276/2                | 9252101               | Oktober 2006          | 2006 Maersk Diadem, 2006 Hijaz, 2008 Maersk Duesseldorf, 2008 MSC Firenze, 2014 Viktoria Wulff, 2016 Viktora Wulff-1, 2016 zum Abbruch nach Chittagong verkauft. |
| Daten: Equasis        |                       |                       |                       | |